# Guatemala International 1997
Die Guatemala International 1997 im Badminton fanden Mitte November 1997 statt. Auf der IBF-Turnierskala erreichte es die Wertung B.

## Sieger und Platzierte
| Disziplin    | Gold                                | Silber                             | Bronze                            |
| ------------ | ----------------------------------- | ---------------------------------- | --------------------------------- |
| Herreneinzel | Kenneth Erichsen                    | Christian Erichsen                 | Pedro Yang                        |
| Herreneinzel | Kenneth Erichsen                    | Christian Erichsen                 | Luis Lopezllera                   |
| Dameneinzel  | Nigella Saunders                    | Veronica Estrada                   | Analise Fernandez                 |
| Dameneinzel  | Nigella Saunders                    | Veronica Estrada                   | Shackerah Cupidon                 |
| Herrendoppel | Christian Erichsen Kenneth Erichsen | Roy Paul jr. Robert Richards       | Renato Rosales Pedro Yang         |
| Herrendoppel | Christian Erichsen Kenneth Erichsen | Roy Paul jr. Robert Richards       | Luis Lopezllera Bernardo Monreal  |
| Damendoppel  | Alya Lewis Nigella Saunders         | Shackerah Cupidon Veronica Estrada | Vera Gomez Ruth Orozco            |
| Damendoppel  | Alya Lewis Nigella Saunders         | Shackerah Cupidon Veronica Estrada | Magda Arreaga Analise Fernandez   |
| Mixed        | Robert Richards Nigella Saunders    | Roy Paul jr. Alya Lewis            | Bernardo Monreal Veronica Estrada |
| Mixed        | Robert Richards Nigella Saunders    | Roy Paul jr. Alya Lewis            | Oscar Brandon Shackerah Cupidon   |